# Piaggio Aero
«Пья́джо» (Piaggio Aero) — итальянская авиастроительная компания. Штаб-квартира расположена в Генуе.

## История
Компания Piaggio была основана Ринальдо Пьяджо в 1884 году. Компания выпускала суда, самолёты и промышленное оборудование. В послевоенные годы Энрико Пьяджио, сын основателя компании, решил сконцентрироваться на производстве нужной восстанавливающейся после войны стране лёгкой мототехники.
Компания приобрела известность с 1946 года, когда приступила к производству мотороллеров Vespa. В 1964 году авиационное подразделение компании выделилось в отдельную компанию IAM Rinaldo Piaggio (сейчас — Piaggio Aero).
С декабря 2018 года в компании было введено антикризисное управление. 27 декабря 2024 года компанию приобрела турецкая авиастроительная компания Baykar.

## Собственники и руководство
Контроль над компанией принадлежал семейству Пьеро Феррари (которое также владеет 10 % автомобильного производителя Ferrari).
С 27 декабря 2024 года компания принадлежит Baykar.

## Деятельность
Самолёты компании собираются на двух предприятиях, расположенных в Италии. Общая численность персонала — 1450 человек.
Компания совместно с Ferrari производит один из самых высокоскоростных турбовинтовых самолётов в мире — самолет класса люкс Piaggio Avanti II P-180, предназначенный для бизнес-авиации.